# 中野幹
中野 幹（なかの かん、1997年9月29日 - ）は、ジャパンラグビーリーグワン東京サントリーサンゴリアスに所属するラグビー選手。

## プロフィール
- 大阪府高槻市出身。
- ポジションはプロップ(PR)。
- 身長 176 cm、体重 108 kg
- U20日本代表に選ばれたことがある[1]。

## 略歴
16歳からラグビーを始めた。
2016年、東海大仰星高校卒業後、東海大学に入学。
2019年、東海大学体育会ラグビーフットボール部の副将に就任した。
2020年、東海大学卒業後、サントリーサンゴリアス(現・東京サントリーサンゴリアス)に加入。
2021年2月21日にジャパンラグビートップリーグ第1節三菱重工相模原ダイナボアーズ戦に途中出場で公式戦初出場を果たす。